# Danh sách địa điểm được quan tâm khoa học đặc biệt trên đảo Wight

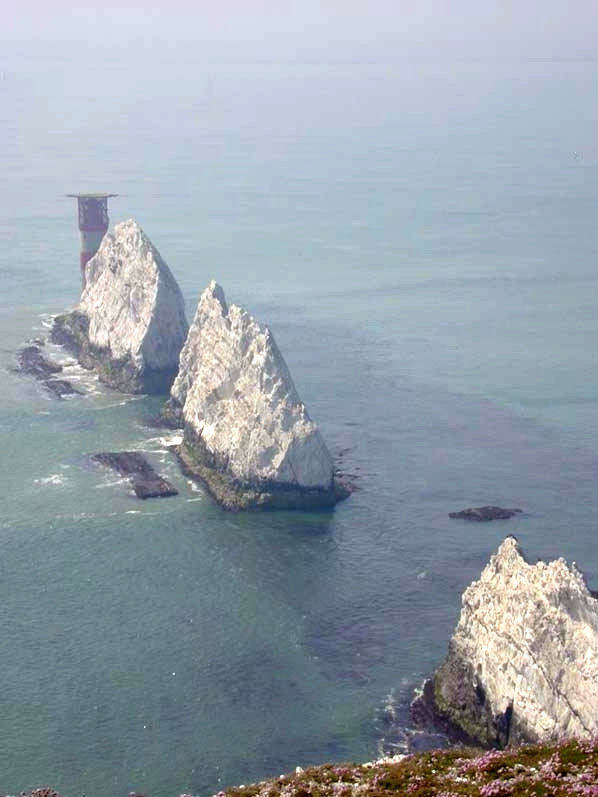
Needles, một phần của Headon Warren và West High Down SSSI

Đây là danh sách địa điểm được quan tâm khoa học đặc biệt (tiếng Anh là Sites of Special Scientific Interest; viết tắt là SSSIs) trên đảo Wight, Anh. Đảo Wight là một hòn đảo và hạt cách bờ biển phía nam của Anh khoảng 3 dặm, nằm trong eo biển Manche. Địa chất của đảo rất phức tạp, gồm một sườn núi đá phấn chạy từ đông sang tây qua trung tâm của nó và khu vực hóa thạch quan trọng từ Phấn Trắng sớm đến Kỷ Paleogen quanh bờ biển. Địa chất này tạo ra nhiều môi trường sống khác biệt cùng những ảnh hưởng mạnh mẽ của biển, bao gồm đồng cỏ đá vôi, đồng cỏ và rừng lá rộng và hỗn hợp ôn đới. Dân số trên đảo Wight chỉ có 140.000 người, khiến nó trở thành một trong những hạt có lượng dân số nhỏ.
Ở Anh, cơ quan chịu trách nhiệm chọn lựa SSSIs là Natural England - cơ quan này lựa chọn một địa điểm dựa vào các đặc điểm về động vật, thực vật, địa chất hoặc sinh học của nó. Natural England đã tiếp quản vai trò lựa chọn và quản lý SSSI từ English Nature vào tháng 10 năm 2006, khi nó được hình thành từ sự hợp nhất của English Nature, các bộ phận của Cơ quan Nông thôn (Countryside Agency) và Dịch vụ Phát triển Nông thôn (Rural Development Service). Tính đến năm 2008, có 41 địa điểm có tên gọi trong Area of Search của Anh; trong số này, 26 nơi đã được lựa chọn nhờ tầm quan trọng về sinh học của chúng, 4 nơi nhờ tầm quan trọng về địa chất của chúng và 11 nơi nhờ cả hai.
Dữ liệu trong bảng được lấy từ các tờ báo trích dẫn cho mỗi Danh sách địa điểm được quan tâm khoa học đặc biệt; chúng hiện sẵn có trên trang web của họ.

## Địa điểm
| Tên địa điểm                                | Lý do chỉ định   | Lý do chỉ định   | Khu vực[A] | Khu vực[A] | Tham chiếu mạng lưới[B] | Năm chỉ định | Bản đồ[C] |
| Tên địa điểm                                | Lợi ích sinh học | Lợi ích địa chất | Hecta      | Mẫu Anh    | Tham chiếu mạng lưới[B] | Năm chỉ định | Bản đồ[C] |
| ------------------------------------------- | ---------------- | ---------------- | ---------- | ---------- | ----------------------- | ------------ | --------- |
| Đầm lầy Alverstone                          | Green tick       |                  | 83.8       | 207.0      | SZ572859                | 1951         | Bản đồ    |
| America Wood                                | Green tick       |                  | 21.4       | 52.9       | SZ567820                | 1986         | Bản đồ    |
| Hạ Arreton [D]                              | Green tick       |                  | 29.8       | 73.6       | SZ540872                | 1979         | Bản đồ    |
| Hạ Bembridge                                | Green tick       | Green tick       | 56.3       | 139.0      | SZ628856                | 1951         | Bản đồ    |
| Vách đá và Trường Bembridge                 |                  | Green tick       | 12.6       | 31.1       | ST647869                | 1999         | Bản đồ    |
| Đất lở Bonchurch                            | Green tick       | Green tick       | 28.2       | 69.7       | SZ582785                | 1977         | Bản đồ    |
| Vách đá Bouldnor và Hamstead                | Green tick       | Green tick       | 95.7       | 236.4      | SZ390910                | 1951         | Bản đồ    |
| Đầm lầy Brading đến Đá ngầm của St. Helen   | Green tick       | Green tick       | 488.5      | 1,207.0    | SZ635883                | 1951[E]      | Bản đồ    |
| Bụi rậm Briddlesford                        | Green tick       |                  | 167.2      | 413.2      | SZ549904                | 2003         | Bản đồ    |
| Hạ Calbourne                                | Green tick       |                  | 15.4       | 38.1       | SZ429858                | 1989         | Bản đồ    |
| Vịnh Colwell                                |                  | Green tick       | 13.6       | 34.2       | SZ323873                | 1959         | Bản đồ    |
| Hẻm núi ven biển Compton đến vịnh Steephill | Green tick       | Green tick       | 629.2      | 1,554.8    | SZ489763                | 2003         | Bản đồ    |
| Hạ Compton                                  | Green tick       | Green tick       | 196.3      | 484.9      | SZ365856                | 1951         | Bản đồ    |
| Cranmore                                    | Green tick       |                  | 12.4       | 30.7       | SZ393901                | 2002         | Bản đồ    |
| Đất lún Cridmore                            | Green tick       |                  | 14.4       | 35.6       | SZ495815                | 1985         | Bản đồ    |
| Bụi rậm Eaglehead và Bloodstone             | Green tick       |                  | 10.3       | 25.5       | SZ584877                | 1987         | Bản đồ    |
| Đầm lầy Freshwater                          | Green tick       |                  | 23.3       | 57.6       | SZ344866                | 1951         | Bản đồ    |
| Vùng hạ Garston                             | Green tick       |                  | 20.3       | 50.2       | SZ475855                | 1971         | Bản đồ    |
| Bụi rậm Greatwood và Cliff                  | Green tick       |                  | 16.3       | 40.3       | SZ5680 – SZ5780         | 1986         | Bản đồ    |
| Headon Warren và West High Down             | Green tick       | Green tick       | 276.3      | 682.6      | SZ316852                | 1951         | Bản đồ    |
| Bờ biển King's Quay                         | Green tick       | Green tick       | 97.2       | 240.1      | SZ536935                | 1951         | Bản đồ    |
| Trang trại mỏ đá của Lacey                  |                  | Green tick       | 0.1        | 0.3        | SZ323862                | 1993         | Bản đồ    |
| Hồ Allotments                               | Green tick       |                  | 0.2        | 0.5        | SZ586838                | 1988         | Bản đồ    |
| Đồng cỏ Locks Farm                          | Green tick       |                  | 2.3        | 5.7        | SZ449908                | 1988         | Bản đồ    |
| Sông Medina                                 | Green tick       |                  | 100.5      | 248.3      | SZ508924                | 1977         | Bản đồ    |
| Hạ Mottistone                               | Green tick       |                  | 31.4       | 77.6       | SZ414846                | 1971         | Bản đồ    |
| Sông Newtown[F]                             | Green tick       |                  | 619.3      | 1,530.3    | SZ425915                | 1951         | Bản đồ    |
| Bụi rậm Northpark                           | Green tick       |                  | 9.9        | 24.5       | SZ435885                | 1986         | Bản đồ    |
| Rừng Parkhurst                              | Green tick       |                  | 183.5      | 453.3      | SZ473915                | 1986         | Bản đồ    |
| Priory Woods                                |                  | Green tick       | 2.9        | 7.3        | SZ635900                | 1998         | Bản đồ    |
| Mỏ đá Triển vọng                            | Green tick       | Green tick       | 4.3        | 10.6       | SZ385866                | 1971         | Bản đồ    |
| Hạ Rew                                      | Green tick       |                  | 23.5       | 58.1       | SZ550775                | 1977         | Bản đồ    |
| Lưu vực Rowridge                            | Green tick       |                  | 39.8       | 98.3       | SZ454864                | 1951         | Bản đồ    |
| Bãi cát Ryde và lạch Wootton                | Green tick       |                  | 424.4      | 1,048.7    | SZ548920 – SZ634908     | 1993         | Bản đồ    |
| Mỏ đá Shide                                 | Green tick       |                  | 4.8        | 11.8       | SZ506881                | 1971         | Bản đồ    |
| Bờ sông St Lawrence                         | Green tick       |                  | 0.5        | 1.2        | SZ536768                | 1998         | Bản đồ    |
| Wilderness                                  | Green tick       |                  | 12.6       | 31.1       | SZ505824                | 1951         | Bản đồ    |
| Vịnh Thorness[G]                            | Green tick       | Green tick       | 86.2       | 213.0      | SZ455935                | 1966         | Bản đồ    |
| Hạ Ventnor                                  | Green tick       |                  | 162.6      | 401.8      | SZ575786                | 1951         | Bản đồ    |
| Vịnh Whitecliff và đá ngầm Bembridge        | Green tick       | Green tick       | 131.6      | 325.2      | SZ657872                | 1955         | Bản đồ    |
| Western Yar                                 | Green tick       |                  | 132.4      | 327.2      | SZ353886                | 1977         | Bản đồ    |